# Ilyushin Il-10
L'Ilyushin Il-10 (in caratteri cirillici Ил-10, nome in codice NATO Beast) fu aereo da attacco al suolo progettato dall'OKB 39 diretto da Sergej Vladimirovič Il'jušin e sviluppato in Unione Sovietica sul finire della seconda guerra mondiale. Venne costruito anche su licenza dall'azienda cecoslovacca Avia che lo denominò Avia B-33.
Partecipò alle fasi finali del secondo conflitto mondiale e alla guerra di Corea e, fino alla metà degli anni cinquanta, rappresentò l'ossatura dei reparti dell'aviazione d'assalto dei paesi del Patto di Varsavia.

## Storia del progetto
All'inizio della campagna di Russia, l'aeronautica militare dell'Unione Sovietica (VVS) utilizzò con successo per missioni di attacco al suolo l'Il-2 Šturmovik, spinto dal 12 cilindri a V Mikulin AM-38.
Nel prosieguo del conflitto, visti i progressi tecnologici che si susseguirono in breve tempo, i sovietici iniziarono la progettazione di un nuovo aereo che sostituisse l'Il-2. Obiettivo principale era incrementare velocità e manovrabilità alle basse altitudini, così da eludere con più facilità i colpi di piccolo calibro delle armi contraerei, che rappresentavano la minaccia principale per quel tipo di velivolo.
Il progetto più promettente fu quello del Sukhoi Su-6, un aereo d'assalto moderno, leggero e maneggevole, sviluppato dalla Sukhoi OKB diretta da Pavel Sukhoi a partire dal 1942. Contemporaneamente, Sergei Ilyushin sviluppò un mezzo più pesante, il VSh o IL-8 M-71, derivato dall'Il-2. Entrambi i progetti all'inizio adottavano come propulsore il prototipo del motore radiale M-71, che però non entrò in produzione.
Nel 1943, Ilyushin iniziò a lavorare ad un nuovo velivolo, l'Il-1, che doveva essere un caccia intercettore monoposto pesantemente corazzato, pensato principalmente per abbattere i bombardieri. L'Il-1 aveva un design molto simile all'Il-2, era però più moderno, compatto, e spinto da un nuovo motore Mikulin AM-42. I comandi sovietici però non furono convinti dal progetto a causa della bassa velocità del caccia, che non gli consentiva di intercettare i più moderni bombardieri; così Ilyushin nel 1944 decise di trasformare il caccia monoposto Il-1 in un velivolo di attacco al suolo a due posti, con la denominazione di Il-10.
A quel tempo Ilyushin aveva completato anche il prototipo di un altro velivolo da impiegare nel medesimo ruolo, più pesante, che utilizzava lo stesso motore dell'Il-10, e più strettamente derivato dall'Il-2, l'Il-8. Era in grado di trasportare un carico utile più elevato (1 000 kg), ma aveva prestazioni inferiori rispetto all'Il-10. Entrambi i modelli effettuarono il primo volo nell'aprile del 1944 e l'Il-10 si dimostrò molto superiore rispetto all'Il-8, soprattutto dal punto di vista della manovrabilità e superò così con successo le prove comparative ai primi di giugno del 1944.
Il terzo concorrente era una nuova versione del Sukhoi Su-6, anch'esso equipaggiato con il motore AM-42. Dopo i test comparativi l'Il-10 risultò il vincitore e venne scelto come nuovo velivolo di attacco al suolo dell'aviazione sovietica, ma nonostante le prestazioni generali ed il carico utile inferiori, tra i comandi c'era chi riteneva il Su-6 un aereo migliore, visto il suo armamento (mitragliatrici e cannoni) più potente. Anche perché il prototipo del Su-6 era stato testato con il carico utile massimo, che ovviamente comportava uno scadimento nelle prestazioni, mentre l'Il-10 era stato testato con il carico utile normale.
Il 23 agosto 1944 il Comitato di Difesa dello Stato (GKO) ordinò l'inizio della produzione in serie dell'Il-10, che fu avviata nelle fabbriche No.1 e No.18 di Kujbyšev. I primi 99 esemplari furono completati tra il 27 settembre 1944 e la fine dello stesso anno, ma presentavano diversi problemi, i più gravi dei quali comportarono guasti e incendi al motore. Questi difetti furono risolti comunque all'inizio del 1945 e a partire dall'aprile di quell'anno i velivoli prodotti poterono trasportare quattro razzi aria-terra da 82mm non guidati e 150 bombe PTAB a carica cava. La produzione dell'Il-10 terminò nel 1949, con 4 600 aeromobili costruiti; negli ultimi due anni la produzione si concentrò nello stabilimento No.64.
Tra il 1945 ed il 1947 furono prodotti 280 esemplari della versione da addestramento denominata UIl-2 o Il-10U. Dal punto di vista costruttivo e prestazionale era simile alla versione standard da combattimento, ma si differenziava da questa per l'abitacolo del mitragliere posteriore, completamente ridisegnato per accogliere l'istruttore e i doppi comandi, e per l'armamento ridotto a due cannoni, due razzi e un carico standard di bombe.
Dal 1951 l'azienda cecoslovacca Avia produsse su licenza l'Il-10 e diede al velivolo la denominazione B-33. Il primo esemplare volò il 23 dicembre 1951. All'inizio i propulsori venivano costruiti ed importati direttamente dall'Unione Sovietica, ma dal 1952 anche questi furono prodotti in Cecoslovacchia con la designazione M-42. Oltre alla versione da combattimento, l'Avia produsse anche quella da addestramento che chiamò CB-33. In totale furono costruiti 1 200 velivoli fino al 1956.
Nel 1951, grazie all'esperienza acquisita durante la guerra di Corea, i comandi sovietici maturarono l'idea che un aereo da attacco al suolo ad elica potesse essere ancora proficuamente utilizzato, e decisero di rimettere l'Il-10 in produzione con una nuova versione migliorata, denominata Il-10M, che effettuò il primo volo il 2 luglio 1951. Il velivolo si differenziava dalla precedente versione per le dimensioni, infatti era un po' più lungo, con un'apertura alare maggiorata, superfici di controllo più grandi ed era stata aggiunta una pinna sotto la coda. Le modifiche riguardarono anche l'armamento che venne incrementato installando 4 cannoni NR-23 nelle ali, più moderni e potenti rispetto ai precedenti. Vennero anche aggiornati gli strumenti di navigazione, dando al velivolo parziale capacità ognitempo, mentre il carico utile rimase invariato. La velocità era leggermente inferiore, ma gestione e manutenzione del velivolo erano sensibilmente migliorate. Tra il 1953 e il 1954, furono prodotti 146 Il-10M, tutti, eccetto dieci, nello stabilimento No.168 a Rostov sul Don.
In totale, furono prodotti 6 166 Il-10 di tutte le varianti, compresi quelli costruiti su licenza.
L'Il-10 fu testato anche con più potenti motori AM-43 e AM-45, ma con risultati deludenti.
Sulla base dell'Il-10, Ilyushin progettò un nuovo aereo da attacco al suolo e supporto aereo ravvicinato, l'Il-16, dalle prestazioni migliori e armamento simile. Il primo velivolo volò il 10 giugno 1945 e in poco tempo entrò in produzione, ma il progetto venne annullato, a causa dell'inaffidabilità del motore AM-43, nel 1946.

## Tecnica

### Struttura

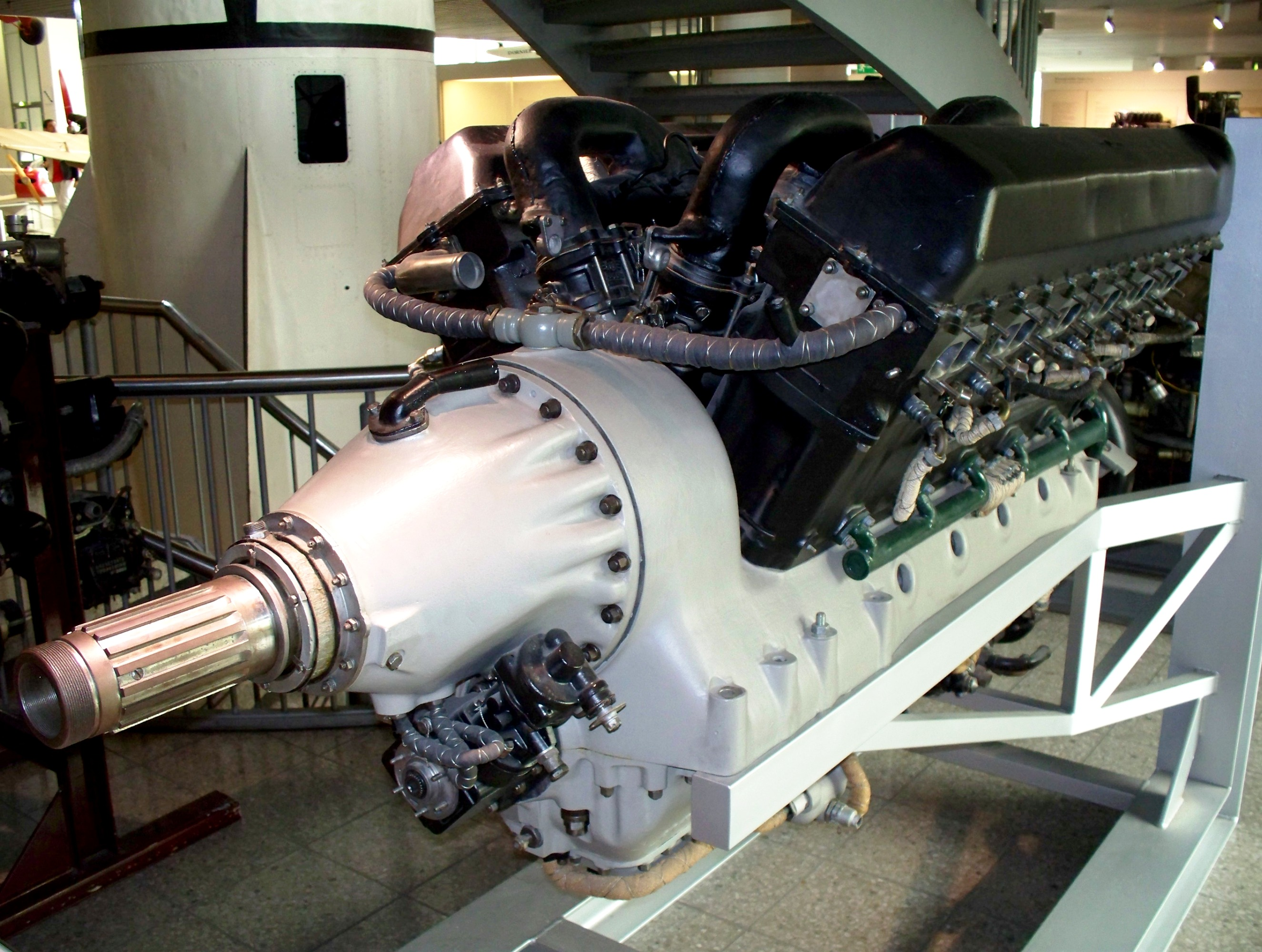
Il motore Mikulin AM-42.

L'Il-10 era un velivolo biposto (pilota più mitragliere marconista), monoplano, monomotore ad ala bassa, con carrello retrattile, interamente costruito in metallo con una copertura esterna in alluminio. L'aeromobile era pesantemente corazzato, tanto da risultare quasi impenetrabile alle armi da 20 mm. La parte anteriore della fusoliera, dal riduttore dell'elica fino alla parte posteriore dell'abitacolo per i due membri dell'equipaggio, era costituita da un unico guscio blindato a vasca, costruito con piastre di acciaio di spessore variabile tra i 4 e gli 8 mm, che conteneva e proteggeva le parti più vitali dell'aereo. La vasca era chiusa anteriormente e posterioremnte da due lastre corazzate che proteggevano frontalmente il motore e posteriormente l'alloggiamento del mitragliere, mentre sopra il motore vi era un cofano in lega leggera. Rispetto all'Il-2 era stata soppressa la presa d'aria per i radiatori ricavata nella cappottatura superiore del motore e i radiatori del refrigerante e dell'olio erano stati spostati sotto l'abitacolo con prese d'aria poste sul bordo d'attacco dell'ala in corrispondenza delle radici della stessa. A completamento della protezione, il velivolo era dotato di un parabrezza blindato spesso 64 mm, di tettuccio corazzato sopra la testa del pilota e nelle le cornici dei finestrini laterali, e di un'uleriore lastra blindata che proteggeva testa e dorso del pilota e divideva i posti dei due membri dell'equipaggio. Il peso totale della corazzatura era di 994 kg. All'interno dell'ala vi era una sezione centrale con due vani bombe.
A differenza dell'Il-2, il carrello era completamente retrattile, con gambe che si ritraevano all'indietro mentre le ruote ruotavano di 90° per rientrare di piatto nell'ala, in modo da occultarsi completamente nello spessore della stessa.
L'aereo era dotato di una radio e di una fotocamera AFA-1M installata nella parte posteriore della fusoliera.

### Armamento
L'armamento fisso era installato nelle ali e, inizialmente, consisteva in due cannoni VYa-23 calibro 23 millimetri con 220 colpi per ciascuna arma e 2 mitragliatrici ShKAS calibro 7,62 millimetri con 750 colpi ciascuna, mentre nella postazione difensiva per il mitragliere posteriore vi era una mitragliatrice UBT calibro 12,7 millimetri, con 150 colpi e un angolo di tiro orizzontale di 100°. Dal 1947 gli aerei furono armati con quattro cannoni NS-23 calibro 23 mm nelle ali (150 colpi ciascuno) e un cannone da 20 mm B-20T per il mitragliere posteriore (150 colpi). L'Il-10M era armato con i più moderni cannoni da 23 millimetri NR-23 nelle ali (4 armi con 150 colpi ciascuna) e un cannone da 20 mm B-20 (150 colpi) per il mitragliere posteriore. L'Avia B-33 era armato con quattro cannoni NS-23RM da 23 millimetri nelle ali e un cannone da 20 mm B-20ET per il mitragliere posteriore.
Il carico di bombe standard era di 400 kg, mentre quello massimo arrivava a 600 kg. L'armamento di caduta consisteva in genere in 182, o al massimo 200, bombe a frammentazione AO-2 da 2-2,5 kg, o 144 bombe anticarro HEAT PTAB da 1,5-2,5 kg, collocate in pile nel vano bombe; oppure quattro bombe da 50 o 100 kg che potevano essere collocate alternativamente sotto le ali o nel vano bombe; o ancora due bombe da 200–250 kg fissate sotto le ali. Oltre questi ordigni di caduta, potevano essere installati sotto le ali otto razzi non guidati RS-82 o RS-132. L'Avia B-33 poteva essere armato anche con altri tipi di razzo, mentre gli ultimi modelli sovietici potevano essere equipaggiati con dei tubi lanciarazzi ORO-82 o ORO-132. Nella sezione di coda poteva essere installato un lanciatore DAG-10 armato con 10 granate antiaeree o antipersona AG-2 (dopo essere state lanciate, cadevano con il paracadute e poi scoppiavano, ma furono poco utilizzate).

### Motore
Il motore dell'Il-10 era un Mikulin AM-42 con 12 cilindri in linea a V, raffreddato a liquido, la cui potenza raggiungeva i 1 750 hp in continuo e i 2 000 hp al decollo. L'elica a tre pale era una AV-5L-24 di 3,6 m di diametro. Il velivolo era dotato di due serbatoi di carburante collocati all'interno della fusoliera, il più capiente, da 440 litri, era posto di fronte alla cabina di pilotaggio, mentre l'altro, da 290 litri, era posizionato sotto la cabina.

## Impiego operativo
Nell'ottobre del 1944 l'Il-10 entrò in servizio ufficialmente nella Voenno-vozdušnye sily (V-VS), equipaggiando una prima unità di addestramento e nel gennaio del 1945 con la prima formazione da combattimento, il 78º Reggimento Aviazione d'Assalto. Questo però non poté prendere parte ad alcuna operazione bellica, poiché l'addestramento dei piloti non fu completato in tempo. Tuttavia, altre tre unità di Il-10 riuscirono a partecipare alle fasi finali della seconda guerra mondiale in Europa. Erano il 571º Reggimento Aviazione d'Assalto (dal 15 aprile 1945), il 108º Reggimento Aviazione d'Assalto (dal 16 aprile 1945) e il 118º Reggimento Aviazione d'Assalto (l'8 maggio 1945). Circa una decina di aerei furono abbattuti dalla contraerea o precipitarono a seguito di guasti al motore, ma nel complesso l'Il-10 si dimostrò un progetto di successo. Al 10 maggio 1945, il giorno dopo la fine ufficiale della guerra in Europa, celebrata con la Giornata della Vittoria, vi erano in servizio 120 velivoli, di cui 26 danneggiati.
Dopo la fine del conflitto con la Germania, l'Unione Sovietica entrò in guerra contro il Giappone il 9 agosto 1945 invadendo la Manciuria. Un'unità equipaggiata con l'Il-10, il 26º Reggimento d'Assalto dell'Aviazione della Marina del Pacifico, fu utilizzata in combattimento nella penisola coreana, attaccando navi e trasporti ferroviari giapponesi a Rasŏn, nel nord del paese.
Dopo la guerra, fino alla metà degli anni cinquanta, l'Il-10 fu il velivolo base di attacco al suolo dell'aviazione militare sovietica, e fu l'ultimo aereo specializzato in quel ruolo entrato in produzione in URSS, visto che il programma di sviluppo dell'Il-40 fu cancellato dai comandi sovietici. Essi infatti decisero di concentrare lo sviluppo su nuovi aerei multiruolo, più adatti ai nuovi scenari di guerra. Allo stesso modo insieme alla sua variante su licenza, l'Avia B-33, l'Il-10 ricoprì un ruolo fondamentale anche nelle aviazioni militari delle nazioni del Patto di Varsavia. Dal 1949 al 1959, le Forze aeree polacche utilizzarono 120 Il-10 (di cui 24 Il-10U) e 28 B-33, questi ultimi modificati per trasportare due serbatoi di carburante supplementari sotto le ali, da 400 litri ciascuno. Dal 1950 al 1960, la Cecoslovacchia usò 86 Il-10, di cui sei Il-10U, e circa 600 B-33. Dal 1949 al 1956, la Magyar légierő usò 159 tra Il-10 e B-33. Dal 1953 al 1960, la Forțele Aeriene Române usò 30 Il-10 e 150 B-33. Anche la Bulgaria utilizzò questi aeromobili, anche se non se ne conosce il numero preciso.
Sul finire degli anni quaranta, 93 Il-10 e Il-10U furono utilizzati dalla aviazione militare della Corea del Nord ed impiegati nel 57º Reggimento Aviazione d'Assalto durante le prime fasi della guerra di Corea. All'inizio i risultati furono buoni, vista la debole difesa antiaerea del forze armate sud coreane, ma in seguito subirono pesanti perdite negli scontri contro i caccia dell'USAF oppure finirono distrutti nei bombardamenti dei campi d'aviazione. Dopo diverse settimane di combattimenti rimasero utilizzabili circa 20 Il-10.
Dal 1950 l'Il-10 fu utilizzato dalle forze aeree della Repubblica popolare cinese in due reggimenti di una divisione aerea d'assalto. Fu impiegato in combattimento nel corso del conflitto con Taiwan, nel gennaio 1955. I velivoli rimasero in servizio fino al 1972.

## Versioni

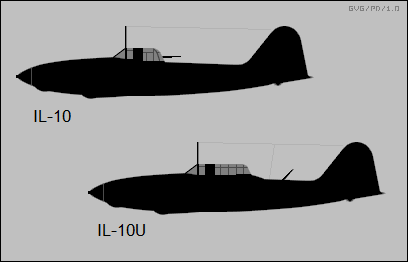
Profilo della versione standard e quella da addestramento dell'Il10.

Il-10prima versione prodotta dal settembre 1944 al 1949.
Il-10U o UIl-2
versione biposto da addestramento derivata dall'Il-10 standard e prodotta dal 1945 al 1947.
- Avia B-33: versione dell'Il-10 costruita su licenza dall'azienda cecoslovacca Avia dal 1951 al 1956.
- Avia CB-33: versione dell'Il-10U costruita su licenza dall'Avia.

Il-10Mversione migliorata dell'Il-10, con dimensioni leggermente differenti ed armamento potenziato, costruita dal 1953 al 1954.

## Utilizzatori
Bulgaria

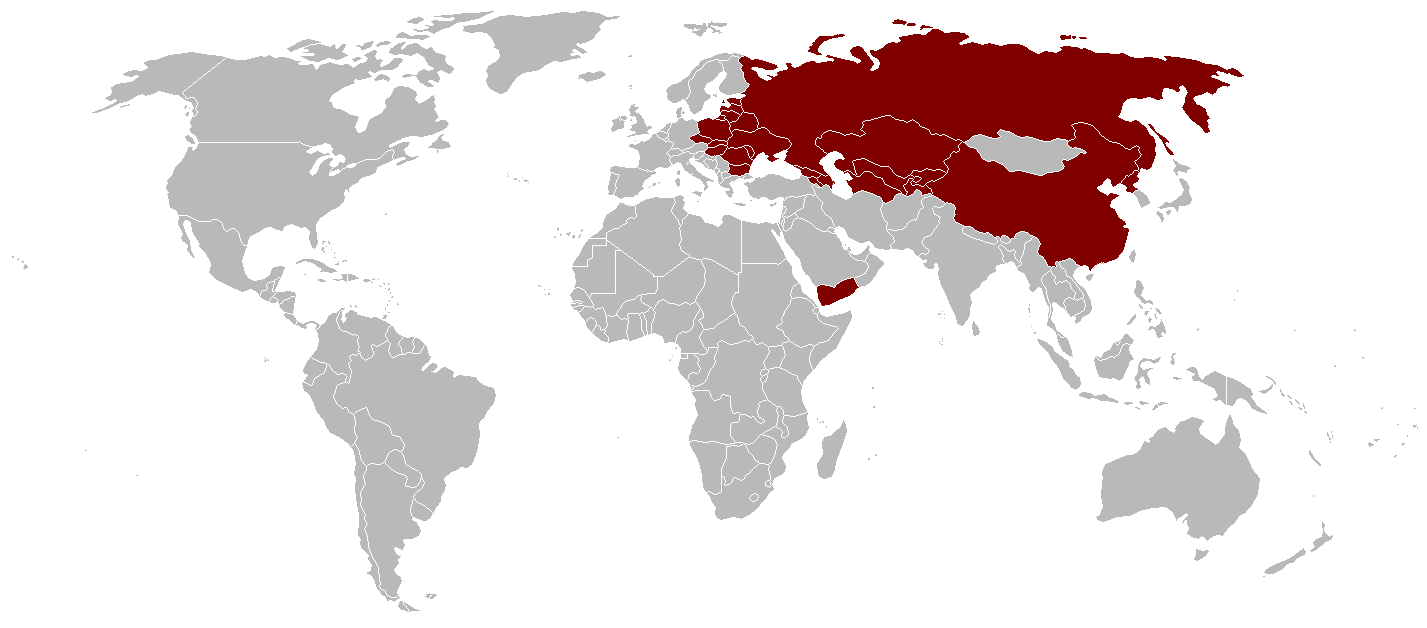
Paesi utilizzatori dell'Il-10.

- Bălgarski Voennovăzdušni sili. Fu equipaggiata con il primo Il-10 nel 1947, a cui seguì la consegna di un numero sconosciuto di B-33. Furono tutti radiati nel 1954.[8]

 Cecoslovacchia
- Československé Vojenské Letectvo. Ricevette circa 80 Il-10 e 4-6 UIl-10 nell'estate del 1950. A questi si aggiunsero 600 B-33 costruiti dall'Avia. Tutti i velivoli rimasero in servizio fino al 1962.[9]

 Cina
- Zhongguo Renmin Jiefangjun Kongjun. Dal 1950 Il-10 equipaggiò due reggimenti di una divisione d'assalto. I velivoli furono utilizzati in combattimento nel gennaio del 1955 nella guerra contro Taiwan.

 Corea del Nord
- Chosŏn Inmin Kun Konggun. Ricevette circa 50 Il-10, probabilmente della serie prodotta durante la seconda guerra mondiale.[8]

 Indonesia
- Tentara Nasional Indonesia Angkatan Udara. Ricevette un numero imprecisato di B-33 dalla Polonia nel 1957, dove i velivoli furono modificati così da permettere l'installazione di un serbatoio supplementare di carburante da 300 litri sotto la fusoliera. A seguito della cattiva manutenzione, gli aerei vennero restituiti alla Polonia.[8]

 Polonia

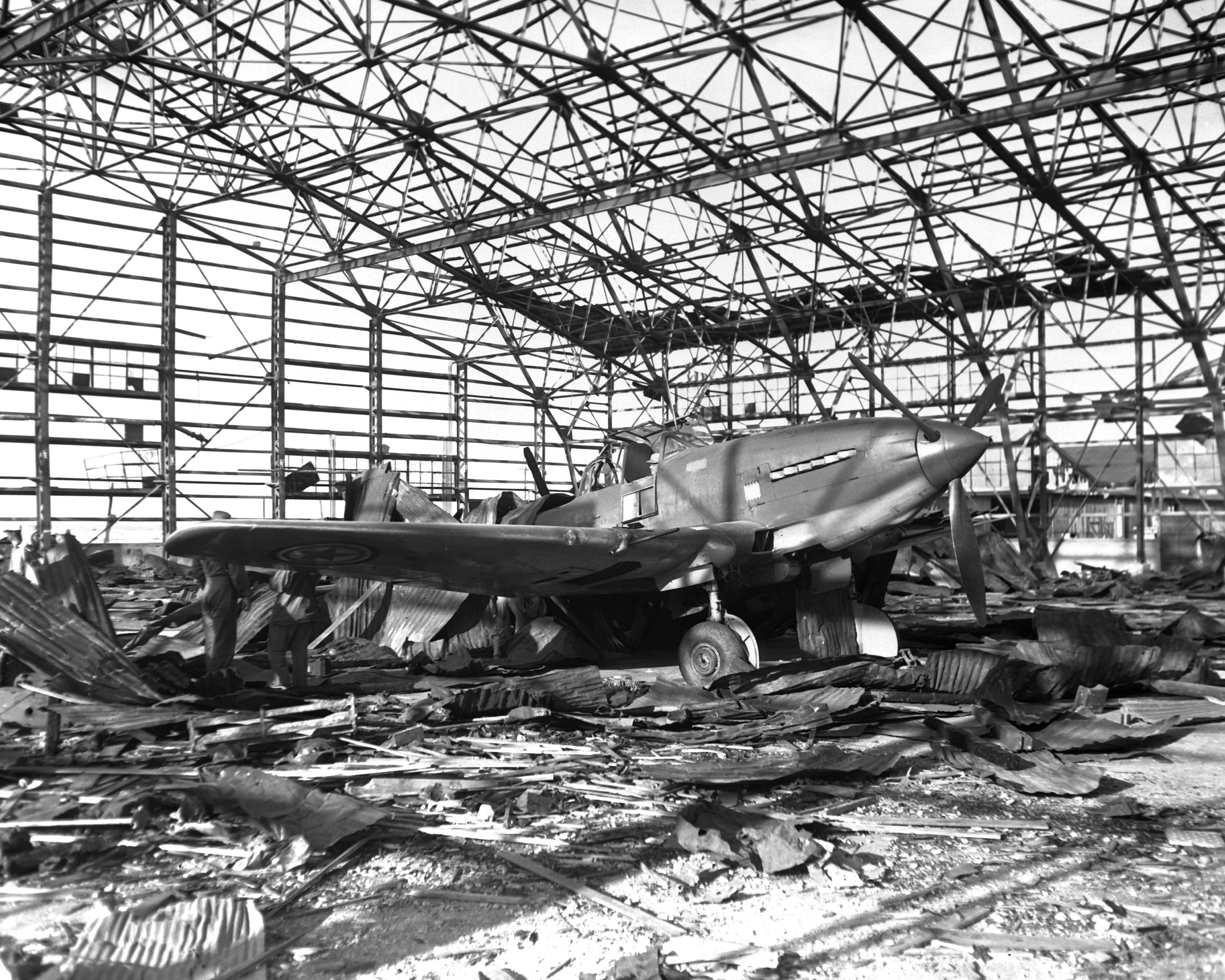
Il-10 della Forza Aerea della Repubblica Democratica Popolare di Corea danneggiato a seguito di un bombardamento dell'Aeroporto di Seul-Gimpo, in Corea del Sud il 21 settembre 1950.

- Siły Powietrzne. Ricevette circa 120 Il-10 (probabilmente 96 Il-10 e 24 UIl-10) che utilizzò da febbraio 1949 al 1959. A questi si aggiunsero almeno 281 B-33 consegnati tra il 1954 e il 1956. Nel 1961 i velivoli furono radiati poiché ormai obsoleti.[10] Il B-33 polacco fu modificato così da consentire l'installazione di serbatoi supplementari di carburante sotto le ali.

 Romania
- Forțele Aeriene ale Republicii Populare Română. Ricevette 30 vecchi Il-10 e UIl-10 nel marzo del 1953 a cui si aggiunsero mesi dopo 150 B-33 i quali rimasero in servizio fino al 1960.[8]

 Ungheria
- Magyar légierő. Ricevette 159 Il-10 (inclusi 14 UIl-10 da addestramento) che rimasero in servizio dal 1949 al 1956[8]. L'Il-10 ungherese aveva come nome in codice "Párduc" (Pantera).

 Unione Sovietica
- Voenno-vozdušnye sily. L'Il-10 rimase in servizio dal 1944 al 1956 e furono prodotti 4 966 velivoli di tutte le versioni.
- Aviacija Voenno-Morskogo Flota

 Regno dello Yemen
- Le forze aeree del Regno Mutawakkilita dello Yemen ricevettero 24 B-33 nel 1957.[8]

## Esemplari attualmente esistenti
Ad oggi sono conservati almeno 6 esemplari in 4 diversi musei nel mondo:
- 1 Il-10M al Museo centrale della Federazione Russa delle aeronautiche militari di Monino[11].
- 1 B-33 al Museo dell'aviazione polacca di Varsavia[12].
- 2 Il-10 ed 1 Il-10UT al Museo dell'aviazione cinese di Datangshan, nei pressi di Pechino[13].
- 1 Avia B-33 presso il  Museo dell'Aviazione di Kbely, alla periferia di Praga[14]

### Libri
- (EN) David Donald, Jon Lake, Lake Encyclopedia of World Military Aircraft, Londra, AIRtime Publishing, 1996, ISBN 1-880588-24-2.
- (EN) Yefim Gordon, Dmitri Khazanov, Soviet Combat Aircraft of the Second World War: Twin-engined Fighters, Attack Aircraft and Bombers v.2, Leicester, Midland Publishing, 31 agosto 2006, ISBN 1-85780-084-2. URL consultato il 26 febbraio 2011.
- (EN) Yefim Gordon, Sergey Komissarov, Ilyushin Il-2 and Il-10 Shturmovik, Wiltshire, The Crowood Press, 2004, ISBN 1-86126-625-1.
- (EN) Yefim Gordon, Sergey Komissarov, Famous Russian Aircraft: Ilyushin Il-2/Il-10, Leicester, Midland Publishing, 21 gennaio 2010, ISBN 1-85780-322-1. URL consultato il 26 febbraio 2011.
- (EN) Bill Gunston, The Osprey Encyclopedia of Russian Aircraft 1875-1995, London, Osprey, 1995, ISBN 1-85532-405-9.
- (EN) Von Hardesty, Red Phoenix: The Rise of Soviet Air Power, 1941-1945, Washington, DC., Olympic Marketing Corp, 1991  [1º settembre 1982], ISBN 1-56098-071-0.
- (PL) Robert Michulec, Ił-2 Ił-10. Monografie Lotnicze #22, Danzica, AJ-Press, 1999, ISBN 83-86208-33-3.
- (RU) V.B. Shavrov, История конструкций самолетов в СССР 1938-1950 гг, 3ª ed., Mosca, Машиностроение, 1994, ISBN 5-217-00477-0.
- (EN) Christopher Shores, Ground Attack Aircraft of World War II, Londra, Macdonald and Jane's, 1977, ISBN 0-356-08338-1.
- (EN) Hans-Heiri Stapfer, IL-2 Stormovik in Action, Carrollton, Squadron/Signal Publications, 31 agosto 1995, ISBN 0-89747-341-8. URL consultato il 26 febbraio 2011.

### Riviste
- (EN) William Green e Gordon Swanborough, The Annals of Ilyusha: Ilyushin's Proliferous Shturmovik, in Air Enthusiast, vol. 12, Bromley, Pilot Press, aprile-luglio 1980,  pp. 1-10, 71-77, ISSN 0143-5450 (WC · ACNP).
- (EN) William Green e Gordon Swanborough, Ilyushin's Proliferous Shturmovik - Part Two, in Air Enthusiast, vol. 13, Bromley, Pilot Press, agosto-novembre 1980,  pp. 26-34, ISSN 0143-5450 (WC · ACNP).
- (RU) О.В. Rastrenin, Штурмовик Ил-10. Часть 1, in Avia-Kollektsya, n. 12, 2004.
- (RU) О.В. Rastrenin, Штурмовик Ил-10. Часть 2, in Avia-Kollektsya, n. 1, 2005.